# Jugant amb la mort
Jugant amb la mort (títol original en anglès: I Saw What You Did) és una pel·lícula estatunidenca dirigida per William Castle, estrenada el 1965. Ha estat doblada al català.

## Argument
Història d'una noia que es diverteix al telèfon. Mentre telefona a un desconegut, un home respon que acaba de matar una dona. La noia li diu simplement: 
| « | Sé qui ets, ho he vist tot, ho he sentit tot ! | » |

 de resultes d'aquesta frase, l'assassí l'acorralarà pensant que la noia ha vist verdaderament tot mentre no feia més que interpretar!

## Repartiment
- Joan Crawford: Amy Nelson
- John Ireland: Steve Marak
- Leif Erickson: Dave Mannering
- Sara Lane: Kit Austin
- Andi Garrett: Libby Mannering
- Sharyl Locke: Tess Mannering
- Patricia Breslin: Ellie Mannering
- John Archer: John Austin
- John Crawford: Cavalier
- Joyce Meadows: Judith Marak